# Alex Morales
Alexander "Alex" Morales Jr.  (Rochester, Nueva York, 21 de noviembre de 1997) es un baloncestista con doble nacionalidad, estadounidense y puertorriqueña que pertenece a la plantilla de los Osceola Magic de la G League. Con 1,98 metros de estatura, juega en la posición de escolta.

## Trayectoria deportiva

### Universidad
Jugó dos años en el Prince George's Community College de la NJCAA, donde en su segunda temporada promedió 19,8 puntos, 11,9 rebotes y 5,5 asistencias por partido, siendo nombrado Jugador del Año de su conferencia, la Maryland JUCO.
Fue transferido entonces a los Seahawks del Wagner College, de la División I de la NCAA, donde jugó tres temporadas más, en las que promedió 15,9 puntos, 6,9 rebotes, 3,7 asistencias y 1,5 robos de balón por partido. En su temporada senior fue elegido Jugador del Año de la Northeast Conference, promediando 16,8 puntos, 7,2 rebotes y 4,3 asistencias por partido, galardón que repetiría al año siguiente, ya graduado.

#### Estadísticas
| Año     | Equipo | PJ | PT | MPP  | %TC  | %3P  | %TL  | RPP | APP | ROB | TPP | PPP  |
| ------- | ------ | -- | -- | ---- | ---- | ---- | ---- | --- | --- | --- | --- | ---- |
| 2019–20 | Wagner | 28 | 25 | 30.6 | .440 | .366 | .706 | 5.8 | 3.1 | 1.1 | .3  | 13.6 |
| 2020–21 | Wagner | 20 | 20 | 35.4 | .440 | .317 | .713 | 7.2 | 4.3 | 1.8 | .5  | 16.8 |
| 2021–22 | Wagner | 26 | 26 | 33.9 | .477 | .342 | .742 | 8.0 | 3.8 | 1.8 | .5  | 17.6 |
| Total   | Total  | 74 | 71 | 33.1 | .454 | .343 | .722 | 6.9 | 3.7 | 1.5 | .4  | 15.9 |

### Profesional
Después de no ser reclutado en el Draft de la NBA de 2022, Morales se unió a los Orlando Magic para la pretemporada, pero fue cortado antes del comienzo de la temporada. El 3 de noviembre de 2022 fue incluido en la lista de la noche de apertura de los Lakeland Magic. Promedió 6,2 puntos y 5,3 rebotes en los 30 partidos que disputó.
En abril de 2023 firmó con los Osos de Manatí de la BSN.